# Otyecsesztvennije Zapiszki
Az Otyecsesztvennije Zapiszki (oroszul: Отечественные записки) orosz irodalmi folyóirat volt a 19. században. 1820–1831 között, majd 1839–1884 között jelent meg Szentpéterváron. A cím jelentése: 'hazai feljegyzések'.

## Története
Pavel Szvinyjin (1787–1839) orosz író, történész, utazó ezen a címen Szentpéterváron 1818-ban és 1819-ben egy-egy kötetet jelentetett meg, majd 1820-tól 1831-ig havonta jelentkező folyóiratot adott ki. A kiadó-szerkesztő elsősorban az orosz régmúlt és történelem témáival foglalkozott, utazásokról, új felfedezésekről szóló ismertetéseket közölt. Miután az előfizetők száma csaknem elfogyott, 1831-ben a lap kiadása megszűnt.

### 1839–1868
1839-ben a kiadás jogát, majd a tulajdonjogot is Andrej Alekszandrovics Krajevszkij (1810–1889) újságíró, lapszerkesztő szerezte meg. Nyolc rovatba, köztük irodalmi, kritikai és bibliográfiai rovatba szervezte a havonta megjelenő folyóiratot, közreműködő szerzőknek a tudomány és a kultúra számos jelentős képviselőjét nyerte meg.
Az irodalmi rovatban hamarosan feltűntek Alekszej Kolcov, Lermontov, Szollogub, Odojevszkij, Herzen és más szerzők művei. A kritikai rovatot Belinszkij vette át, aki új szerzőket vont be a munkába. A nyugatos (zapadnyik) irányultságú lap a következő öt évben az orosz irodalom fontos orgánumává vált. Figyelme a társadalmi élet legkülönbözőbb területeire kiterjedt, előfizetőinek száma az 1840-es években nyolcezerre nőtt. 1846-ban azonban Belinszkij megvált a laptól. Rovatát V. N. Majkov kritikus, teoretikus vette át, de ő a következő évben meghalt, Belinszkij követői pedig átpártoltak a Szovremennyik című laphoz. A személyi problémák és az 1848-ban kezdődött reakciós hullám következtében a folyóirat színtelen, óvatoskodó lett, hosszú és nehézkes történelmi vagy irodalomesztétikai cikkek közlésére tért át. Az 1850-es évek végének megújuló reformmozgalmai kevéssé érintették. 1860–1866 között Krajevszkij mellett Sz. Sz. Dudiskin volt a vezető szerkesztő.

### 1868–1884
Az Otyecsesztvennije Zapiszki újabb nagy korszaka 1868. januárban kezdődött. Miután 1866-ban a Szovremennyiket betiltották, addigi szerkesztője, Nyekraszov új lehetőségeket keresett. 1868-ban Krajevszkijjel szerződést kötött: átvette a lap irányítását és a kiadói jogok egy részét, a kiadó névleg továbbra is Krajevszkij maradt. Nyekraszov a lap vezetését megosztotta Szaltikov-Scsedrinnel, a szatirikus műveiről ismert íróval és Grigorij Jeliszejevvel, aki már a Szovremennyiknek is jelentős publicistája volt. A kritikai rovat vezetője kezdetben Dmitrij Ivanovics Piszarev radikális beállítottságú irodalomkritikus volt, de még 1868 nyarán meghalt. A magazin demokrata, a „narodnyik” ideológiákhoz közeli irányvonalat képviselt, anélkül azonban, hogy a narodnyikok naiv idealizmusát átvette volna. 
Az új irányítással a Zapiszki a korszak irodalmának vezető folyóirata lett, előfizetőinek száma tovább nőtt. Szépirodalmi rovatában rövidebb-hosszabb ideig megjelentek – a szerkesztők művei mellett – többek között Dosztojevszkij, Garsin, Nadszon, Osztrovszkij, Gleb Uszpenszkij és mások alkotásai. A kritikai rovatot Nyikolaj Konsztantyinovics Mihajlovszkij (1842–1904, szociológus, kritikus, a narodnyik-ideológia vezető képviselője) és Alekszandr Mihajlovics Szkabicsevszkij (1838–1911) kritikus, irodalomtörténész vezette. Nyekraszov halálakor (1877) helyét Szaltikov-Scsedrin vette át, és társszerkesztőként és Nyikolaj Mihajlovszkij segítette munkájában. Szaltikov-Scsedrin éles, türelmetlen, alkalmazkodásra képtelen stílusa azonban nem tett jót a cenzúrával állandó harcban álló lapnak. A sajtó megrendszabályozására hozott 1883-as rendeletre hivatkozva 1884-ben a folyóiratot betiltották. 1839-től kezdve összesen 273 száma jelent meg.